# Laura (Îles Marshall)
Laura est une petite ville marshallaise, située sur l'atoll de Majuro, près de Delap-Uliga-Darrit. La ville a été nommée en l'honneur de l'actrice américaine Lauren Bacall. Le recensement de 2006 y dénombre environ 2 200 habitants.
Une route relie Laura au centre de la capitale.